# 徳山工業高等専門学校
徳山工業高等専門学校（とくやまこうぎょうこうとうせんもんがっこう、英称:National Institute of Technology, Tokuyama College）は、山口県周南市にある日本の国立高等専門学校である。1974年に設置された。略称は徳山高専・NITTC（以前はTNCT）。

## 沿革
- 1974年6月15日 - 徳山工業高等専門学校開校。機械電気工学科・情報電子工学科・土木建築工学科を設置
- 1995年4月1日 - 専攻科を設置（機械制御工学専攻・情報電子工学専攻・環境建設工学専攻）
- 2004年4月1日 - 国立高等専門学校機構が設置する国立高等専門学校となる。
- 2004年5月10日 - JABEEによる教育プログラムの認定を受ける。
- 2008年 - 教室・管理棟、学寮の耐震改修工事が終了。

## 組織

### 準学士課程
- 機械電気工学科
- 情報電子工学科
- 土木建築工学科
- 準学士課程は5年間である。

それぞれの通称は上から順にME,IE,CAである。

### 専攻科（学士課程）
- 機械制御工学専攻
- 情報電子工学専攻
- 環境建設工学専攻
- 学士課程は2年間である。

## 学習内容
大きく分けて一般教科（国語・数学・英語・歴史・倫理・公民・化学・物理・生物などの基礎分野）と専門教科（プログラミング・構造力学・工学実験などの専門分野）2つあり低学年は一般教科を主に勉強する。学年があがるごとに一般教科より専門教科が多くなる。そして、5年次には卒業研究を行い、卒業論文を提出しなければならない。

## 学習環境
冷暖房・各教室投影設備・エレベーターが設置されている。売店や学食もある。

### 施設

#### 学内施設
- 情報処理センター
- テクノセンター
- 図書館

#### 学外施設
- 野球場
- 陸上競技・サッカー場（400mトラック）
- テニスコート（6コート）
- 第一体育館
- 第二体育館
- ハンドボールコート（1コート）
- アーチェリー場
- 柔道場
- 剣道場
- 水泳場

## 学生生活
1年生から3年生は指定制服着用、4年生からは私服でもよい。   
各種運転免許は、特別な事情がない限り取得できない。

## 就職・進学状況
就職率はほぼ100%と高いのも特徴である。 
進学についても、本校専攻科、東京大学・大阪大学を始めとした国公立大学・私立大学への3年次編入、技術科学大学など多数。
また、国立大学大学院への推薦進学実績もある。 

## 学校行事
高専祭
毎年秋に開催される。高専祭実行委員会メイン部署によるメイン企画のほか、学科別、クラス別、クラブ別で出し物を考えて模擬店を出したり展示をしたりする。クラスとクラブを両方をする人が多い。ライブやショーなどもある。また、高専祭期間中に周南ロボコンが高専内で開催される。
クラスマッチ
毎年前期と後期に1回ずつ開催される。各クラスに別れてサッカーやソフトボールなどの競技を行う。1年生は混合クラス、2年生以上は所属する学科で参加をする。

## 学生寮
高城寮
男子寮と女子寮がある。
距離等の関係で通学が困難な学生や、留学生などが希望制で入寮できる。

## 部活動

### 体育系
- 陸上競技部
- バスケットボール部（男子）
- バスケットボール部（女子）
- バレーボール部
- ソフトテニス部
- 卓球部
- 剣道部
- 水泳部
- 硬式野球部
- サッカー部
- バドミントン部
- ハンドボール部
- テニス部
- アーチェリー部
- 柔道部
- スキー・スノーボード同好会
- ダンス同好会

### 文化系
- 美術部
- 音楽部
- 写真部
- 吹奏楽部
- 文芸部
- メカトロシステム部
- ニューメディア部
- 茶道部
- デザイン研究部
- 英語に親しむ同好会
- 囲碁同好会
- 伝統文化に親しむ同好会
- 園芸同好会
- A Little Science Club
- アマチュア無線同好会
- Swing Sounds Club

令和4年度より写真部、美術部、文芸部が統合され総合文化部となった。
総合文化部に統合されてはいるが各部活動は別々に活動をしているため、実際には以前の活動と大きく変わる点はない。

## その他
- 高専ロボコンを題材にした映画「ロボコン」（2003年 東宝 長澤まさみ主演）の舞台でもある。
- 2006年に学内で在校生が殺害される事件が発生したが、容疑者とされた同級生の少年を巡り、報道での扱いなど社会に様々な論議を巻き起こした。詳細は山口女子高専生殺害事件を参照のこと。